# 古物 (中華民國)
古物為中華民國文化資產，依據《文化資產保存法》中的第六類登錄的「古物」。又依重要性而分為三級，分別是
- 國寶
- 重要古物
- 一般古物